# World's End Harem
World's End Harem (終末のハーレム?, Shūmatsu no Hāremu) è un manga shōnen scritto da LINK e disegnato da Kotaro Shōno. È stato serializzato sulla rivista digitale Shōnen Jump+ dall'8 maggio 2016 al 7 maggio 2023.
In Italia la prima parte della storia è stata pubblicata da Edizioni BD sotto l'etichetta J-Pop dal 10 luglio 2019 al 5 maggio 2021 mentre la seconda è stata distribuita dal 13 settembre 2023 al 21 agosto 2024.
Un adattamento anime della serie originale è stato trasmesso da gennaio a marzo 2022.

## Trama
La storia è ambientata a Tokyo nel 2040. Qui Reito Mizuhara, un ragazzo che frequenta l'università statale di medicina avanzata decide finalmente di dichiararsi con la sua collega ed amica d'infanzia Elisa Tachibana dopo dieci anni, rivelando di essere affetto da sclerosi multipla, una malattia neurodegenerativa che non ha trovato ancora una cura definitiva. Così decide di farsi ibernare per cinque anni per fare in modo che lo sviluppo delle intelligenze artificiali riesca a trovare una cura, ma prima che ciò avvenga Elisa gli promette di aspettarlo ed i due ragazzi decidono di scambiarsi una promessa d'amore. Il fratello e la sorella di Reito si recano anche loro sul posto dell'ibernazione e salutano il loro parente assieme alla fidanzata, dopodiché il giovane cade in un sonno profondo. Passano cinque anni e Reito si risveglia con successo nel 2045, ma ad attenderlo non ci sarà la sua amata, ma un'altra ragazza chiamata Mira Suo, che però esteticamente le assomiglia molto.
Reito è ufficialmente guarito ma nell'ospedale in cui è stato operato comincia a notare che sono presenti esclusivamente donne, così la ragazza che ha incontrato appena svegliatosi decide di spiegargli la situazione per la sua incolumità. Nei suoi cinque anni di sonno criogenico, nel mondo è scoppiato un virus chiamato MK che ha sconvolto la razza umana e che ha portato la morte di quasi tutti gli uomini. In Giappone i sopravvissuti sono solamente cinque mentre nel resto del mondo non è ancora noto, comunque la Terra è piombata nel caos, difatti non esiste né una cura, né tantomeno un vaccino contro questo virus. Le donne sono psicologicamente distrutte senza i loro mariti ed i loro figli, e perciò Reito è diventato una delle risorse più importanti sul pianeta per la procreazione del genere umano e per trovare una cura miracolosa.
Il mondo è ora governato dalle donne, più precisamente dalla società delle nazioni unite chiamata UW, United Women, che ha sedi in tutto il mondo. Il compito di questa associazione è quello di tutelare i cinque sopravvissuti, dando ad ognuno di questi una tutor, ovvero delle ragazza che avranno il compito di obbligare e di fare in modo che questi uomini vadano a letto con più donne possibili, sperando di riuscire a far nascere il maggior numero possibile di figli maschi e così piano piano ripopolare la popolazione, ma il protagonista è di tutt'altra idea, dato che ama ancora Elisa e che vorrebbe avere dei figli esclusivamente con lei. In seguito verrà reso noto che il virus MK non è nato dal nulla ma che è stato creato dagli stessi umani per ragioni ignote mentre Elisa è scomparsa nel nulla tre anni prima mentre stava cercando una cura, così Reito inizierà il suo viaggio alla ricerca della fidanzata e dell'ipotetico vaccino per la salvezza dell'umanità.

## Personaggi
Reito Mizuhara (水原怜人?, Mizuhara Reito)
Doppiato da: Taichi Ichikawa, Makoto Kōichi (da bambino)
Un ricercatore che decide di farsi ibernare in attesa che venga trovata una cura per la sua malattia. Dopo essersi risvegliato scopre di essere guarito e che la maggior parte degli uomini sono morti a causa del virus MK. È infatuato della sua amica d'infanzia Elisa e si rifiuta di accoppiarsi con nessuna delle altre ragazze che gli vengono presentate, tra cui Mira. In seguito decide di cercare una cura per il virus MK.
Mira Suo (周防美来?, Suō Mira)
Doppiata da: Haruka Shiraishi
Una donna incaricata di prendersi cura di Reito. Ha una stretta somiglianza con l'amica d'infanzia di quest'ultimo, Elisa. Successivamente viene rivelato che in realtà è il clone di Elisa.
Elisa Tachibana (橘 絵理沙?, Tachibana Erisa)
Doppiata da: Haruka Shiraishi
Amica d'infanzia di Reito e ricercatrice. Lei e Reito provano dei sentimenti reciproci per l'altro. Nel sequel After World viene rivelato che era morta per una malattia e che i suoi organi sono stati donati a Mira.
Akane Ryuzoji (龍造寺朱音?, Ryūzōji Akane)
Doppiata da: Yō Taichi
L'infermiera lussuriosa di Reito. Sua madre Kihara è la leader del consiglio dei governanti del Giappone.
Sui Yamada (山田翠?, Yamada Sui)
Doppiata da: Aya Yamane
La guardia del corpo di Reito. Sebbene abbia l'aspetto di una bambina, è abbastanza forte da mettere fuori combattimento un orso furioso.
Rea Katagiri (片桐麗亜?, Katagiri Reia)
Doppiata da: Keiko Watanabe
La nuova assistente di Reito dopo il licenziamento di Mira. Prova dei sentimenti per quest'ultima e non le piace Reito in quanto questi ha passato del tempo con Mira.
Maria Kuroda (黒田マリア?, Kuroda Maria)
Doppiata da: Yurie Kozakai
Una timida virologa che assiste Reito nella cura del virus MK.
Mahiru Mizuhara (水原まひる?, Mizuhara Mahiru)
Doppiata da: Yukina Shūtō
La sorella minore di Reito che lavora in un rifugio per sfollati.
Kyoji Hino (火野恭司?, Hino Kyōji)
Doppiato da: Takuya Eguchi
Un uomo lussurioso ed edonista che ama vivere in un mondo di sole donne.
Neneko Isurugi (石動寧々子?, Isurugi Neneko)
Doppiata da: Shizuka Ishigami
L'assistente di Hino.
Rena Kitayama (北山玲奈?, Kitayama Rena)
Doppiata da: Satomi Amano
Un'ex attrice che diventa una delle amanti di Hino.
Shota Doi (土井翔太?, Doi Shōta)
Doppiato da: Kazuki Ura
Un ragazzo con gli occhiali che è stato messo in ibernazione in attesa di una cura per la sclerosi multipla. Prova dei sentimenti per la sua insegnante Yuzuki e la sceglie come sua prima compagna di accoppiamento. In seguito subisce un cambio d'immagine e diventa il primo presidente di una repubblica giapponese.
Karen Kamiya (神谷花蓮?, Kamiya Karen)
Doppiata da: Ayana Taketatsu
L'assistente di Shōta che complotta segretamente per conquistare il mondo.
Yuzuki Hanyu (羽生柚希?, Hanyū Yuzuki)
Doppiata da: Marika Hayase
L'insegnante di Shōta che diventa la sua amante.
Shunka Hiiragi (柊春歌?, Hiiragi Shunka)
Doppiata da: Haruka Michī
La compagna di classe e l'amante di Shōta; in passato è stata vittima di bullismo proprio come lui.
Natsu Ichijo (一条奈都?, Ichijō Natsu)
Doppiata da: Arisa Aihara
Un'altra compagna di classe e amante di Shōta. È una ragazza ricca che è stata costretta a sposarsi a seguito di un matrimonio combinato. Non è abituata a svolgere compiti banali come ad esempio vestirsi.
Akira Todo (東堂晶?, Tōdō Akira)
Doppiata da: Riho Īda
Altra compagna di classe e amante di Shōta. È un atleta.
Chifuyu Rehn Kuroda (黒田・レイン・ちふゆ?, Kuroda Rein Chifuyu)
Doppiata da: Natsumi Takamori
Una compagna di classe di Shōta che è gelosa delle altre e del fatto che lo stesso Shōta non sia attratto da lei perché sembra una bambina.
Shion Hoshino (星野 汐音?, Hoshino Shion)
Doppiata da: Reina Ueda
Una compagna di classe di Shōta che lo ignorava quando era vittima di bullismo.
Erika (エリカ?)
Doppiata da: Yūki Kudō
La fidanzata di Takamatsu, ovvero il bullo che ha tormentato Shōta per tanto tempo.
Chloe Mansfield (クロエ・マンスフィールド?, Kuroe Mansufīrudo)
Doppiata da: Rumi Ōkubo
Una statunitense che ha tentato di sedurre Reito. Si scopre essere il capo di un gruppo di mercenari.

## Media

### Manga

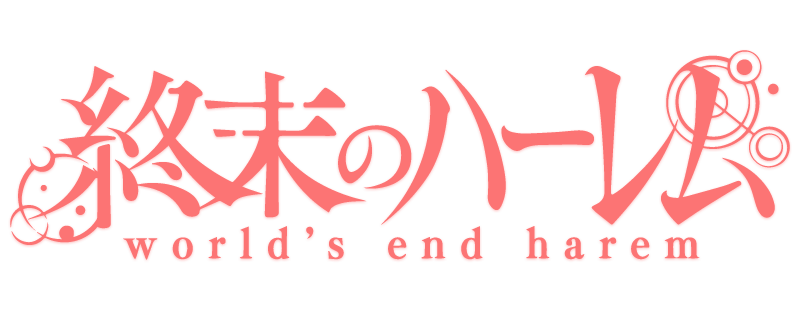
Logo originale della serie

La serie è scritta da LINK, disegnata da Kotaro Shōno e serializzata dall'8 maggio 2016 sulla rivista digitale Shōnen Jump+ edita da Shūeisha. Nel maggio 2020 è stato comunicato che la prima parte della serie aveva raggiunto il climax. La prima parte della storia si è conclusa il 21 giugno 2020 con 85 capitoli. I vari capitoli sono stati raccolti in 12 volumi tankōbon pubblicati dal 2 settembre 2016 al 4 agosto 2020. Il disegnatore Kotaro Shōno confermò in un'intervista che uno dei titoli provvisori della serie era World's End Stallion (終末のスタリオン?, Shūmatsu no Sutarion), successivamente sostituito con quello attuale.
La seconda parte, denominata World's End Harem: After World (終末のハーレム After World?, Shūmatsu no Hāremu Afutā Warudo), è stata annunciata nel marzo 2021 e serializzata dal 9 maggio seguente sempre su Shōnen Jump+. La serie è entrata nell'arco narrativo finale il 4 dicembre 2022 e si è conclusa il 7 maggio 2023. I capitoli sono stati raccolti in 6 volumi tankōbon pubblicati dal 4 ottobre 2021 al 2 giugno 2023.
In Italia la serie è stata annunciata al Comicon 2019 da Edizioni BD che ha pubblicato la prima parte sotto l'etichetta J-Pop dal 10 luglio 2019 al 5 maggio 2021. La seconda parte invece è stata annunciata a marzo 2023 e pubblicata dal 13 settembre dello stesso anno al 21 agosto 2024. La traduzione dei testi è stata curata da Matteo Cremaschi, mentre il lettering è stato realizzato da Eduardo Di Costa (volumi 1-3) e Mauro Saieva (volumi 4-12).

#### Spin-off
Una serie spin-off intitolata World's End Harem: Fantasia scritta da LINK e disegnata da SAVAN, viene serializzata dal 19 aprile 2018 sulla rivista Ultra Jump edita da Shūeisha. Viene inoltre pubblicata su Shōnen Jump+ e sull'applicazione Young Jump!.
Una seconda serie spin-off dal titolo World's End Harem: Fantasia Academy sempre scritta da LINK ma disegnata da Okada Andō, ha iniziato la serializzazione il 19 maggio 2020 sulla rivista Ultra Jump e a partire dal 2 agosto dello stesso anno è uscita anche su Shōnen Jump+. La pubblicazione su Ultra Jump si è conclusa il 19 febbraio 2022 e da allora ha continuato ad uscire solo Shōnen Jump+. La serie si è conclusa il 17 luglio 2022.
Una terza serie spin-off intitolata World's End Harem: Britannia Lumiére (終末のハーレム Britannia Lumiére?, Shūmatsu no Hāremu Buritania Ryumiēru) anche questa scritta da LINK ma disegnata da Kira Etō, è stata serializzata dal 26 giugno 2020 su Shōnen Jump+ e sull'applicazione Manga Mee. A fine dicembre 2020 la serie è entrata in pausa a causa dei problemi di salute del disegnatore; la serializzazione ha ripreso il 28 giugno 2021. La serie si è conclusa ufficialmente il 29 luglio 2021 con l'uscita del 22º capitolo. I vari capitoli sono stati raccolti in 2 volumi tankōbon pubblicati entrambi il 4 ottobre 2021.

### Anime
Un adattamento anime è stato annunciato il 12 maggio 2020 da Shūeisha ed è stato trasmesso dal 7 gennaio al 18 marzo 2022 su Tokyo MX, BS Fuji e AT-X. Originariamente doveva debuttare ad ottobre 2021 ma è stata in seguito posticipata a causa di ulteriori controlli alla produzione e perciò è andato in onda solo il primo episodio l'8 ottobre come anteprima speciale. La serie animata è stata prodotta da Studio Gokumi e AXsiZ, la regia è di Yuu Nobuta mentre la sceneggiatura di Tatsuya Takahashi. Masaru Koseki si è occupato del character design mentre Shigenobu Ookawa della colonna sonora. Al Jump Festa '21 è stato pubblicato il primo trailer. La sigla iniziale è Just Do It cantata da H-el-ical// mentre quella di chiusura Ending Mirage di EXINA.
I diritti di distribuzione internazionale al di fuori dell'Asia sono stati acquistati da Crunchyroll, che ha pubblicato la serie in versione sottotitolata in simulcast in vari Paesi del mondo, tra cui l'Italia.

#### Episodi
| Nº | Titolo italiano Giapponese 「Kanji」 - Rōmaji | In onda          | In onda |
| Nº | Titolo italiano Giapponese 「Kanji」 - Rōmaji | Giapponese       |         |
| 1  | Un mondo di donne 「女たちの世界」 - Onna-tachi no sekai | 8 ottobre 2021   |         |
| 1  | Nel 2040, Reito Mizuhara viene congelato criogenicamente dopo aver contratto la sclerosi multipla. Cinque anni dopo, Reito viene curato e riportato in vita da Mira Suo la quale gli spiega che quattro anni fa, il virus Male Killer (MK) ha spazzato via la popolazione maschile tranne lui e altri quattro uomini che sono stati ugualmente congelati e sono obbligati ad avere figli per salvare l'umanità dall'estinzione. Incredulo, Reito esce dall'ospedale e viene rapidamente attaccato da alcune donne lussuriose fino a quando non viene salvato da Mira. Mahiru, la sorella di Reito, è diventata un'adolescente e dopo averlo incontrato gli spiega che il loro fratello Ryu ha contratto il virus ed è stato congelato per salvargli la vita. Rivela anche che la sua amica d'infanzia Elisa Tachibana è scomparsa tre anni fa. Durante la notte, Mira tenta di sedurre Reito, ma lui rifiuta le sue avances. Il giorno dopo, Mira mostra a Reito diverse ragazze, chiedendogli di scegliere la sua partner per il concepimento. Scioccato dalla notizia, rifiuta e insiste sul fatto che deve trovare Elisa poiché è l'unica donna con cui vuole avere dei figli. Mira è d'accordo, ma dice che finché non riusciranno a trovare Elisa, manderà una ragazza diversa nella sua stanza ogni notte. |                  |         |
| 2  | Due donne 「二人の女性」 - Futari no josei | 14 gennaio 2022  |         |
| 2  | Kyoji Hino, uno degli uomini immuni al virus, si gode questo mondo di donne e va a letto con Rena Kitayama, un'attrice. Dopo che Reito, Mahiru e Mira hanno mangiato, il primo si imbatte in Hino, che lo prende in giro per non essere andato a letto con nessuno e si vanta delle sue numerose conquiste. Akane Ryuzzji tende così un'imboscata a Reito sotto la doccia e tenta di sedurlo, ma lui sviene e viene portato nella sua stanza. Così Reito dorme con riluttanza assieme ad Akane e Sui Yamada, una bambina. Il giorno dopo, Reito, Mira, Akane e Sui esaminano il vecchio laboratorio di Elisa alla ricerca di indizi; la ragazza è sicuramente viva perché la sua collana aveva un dispositivo di localizzazione che sta ancora emettendo un segnale che però non li aiuta a trovare la sua posizione. Vengono poi attaccati da un orso, ma Sui lo mette fuori combattimento con una forza incredibile. Quando scopre che Elisa stava lavorando a una cura per il virus MK, Reito decide di portare a termine il suo lavoro in modo che tutti gli uomini in stasi possano essere rianimati e così appare in un telegiornale per rendere note le sue intenzioni ma Mahiru lo rimprovera perché così diventerà un bersaglio facile da parte di chi è contrario alla sua idea. Successivamente Reito trova un messaggio registrato all'interno del vecchio orsacchiotto di Elisa in cui rivela che il virus MK è un'arma biologica artificiale. Confida a Mira che somiglia a Elisa e si scusa per non aver dato alla luce dei bambini, ma lei afferma che lavorare su una cura sia la soluzione migliore. Nel frattempo, un consiglio di donne vede Reito come una minaccia al loro potere, quindi fanno risvegliare un altro uomo. |                  |         |
| 3  | Il terzo uomo 「第３の男」 - Dai san no otoko | 21 gennaio 2022  |         |
| 3  | Nel 2040, Shota Doi è tormentato dal bullo Takamatsu, dalla sua ragazza Erika e dalla sua banda, e i suoi unici alleati sono sua sorella Mayu e la sua insegnante Yuzuki Hanyu. Contrae una malattia e viene congelato criogenicamente, e cresce risentito in quanto i suoi compagni di classe non si preoccupano di lui e se ne vanno durante il suo discorso di addio. Cinque anni dopo, viene curato e rianimato da Karen Kamiya, che gli racconta del virus MK e che Mayu è scomparsa. Riprende le lezioni nella sua vecchia scuola e si riunisce con Yuzuki, che lo seduce. Inizia a legare con altre ragazze, ma viene ferito da un pallone da pallavolo. Yuzuki se ne prende cura e lo seduce di nuovo, poi i due ammettono di essersi sempre amati. Karen si rivolge ai suoi superiori per chiedere il motivo per cui è stata fatta riaprire la vecchia scuola. Dice che Shota e le ragazze non sanno di Hino e Reito, quindi pensano che Shota sia l'ultimo uomo sulla Terra. In quanto tale, lo useranno come pedina nel loro piano per conquistare il mondo. |                  |         |
| 4  | Il segreto della scuola 「学園の秘密」 - Gakuen no himitsu | 28 gennaio 2022  |         |
| 4  | Ogni giorno Shota va a letto con Yuzuki. Una settimana dopo, Karen lo porta con sé a una lezione di nuoto. Natsu Ichijo viene successivamente assegnata come sua compagna di stanza. Dopo che Shota l'ha aiutata a vestirsi, quest'ultima confessa che suo padre le aveva organizzato un matrimonio combinato con un uomo molto più grande di lei ma poi entrambi gli uomini sono stati uccisi dal virus MK. A seguito di ciò, la ragazza lo seduce. Nel frattempo, Reito continua a lavorare a una cura e Mira lo informa che Mashiro lavora presso un rifugio per rifugiati. Dopodiché afferma che se gli altri dovesse scoprire che Mashiro è sua sorella potrebbe finire nei guai. Reito incontra Hino, che rivela di aver messo incinta una delle sue ragazze. Quando fa ritorno Yuzuki, Shota confessa di essere andato a letto con Ichijo e gli chiede scusa, ma lei dice che ciò che fa non è un segreto per nessuno e che appartiene a tutte. Così si reca da Karen per avere delle risposte alle sue domande. Lei lo porta in una classe e annuncia di aver riaperto la sua vecchia scuola per metterlo a suo agio in modo che si accoppi e ripopoli il pianeta poco a poco. Così tutte le ragazze presenti si spogliano completamente davanti a lui. Alla fine il consiglio sostiene che poiché Reito si rifiuta costantemente di avere rapporti intimi, Mira è inutile e perciò verrà rimossa dal suo incarico. |                  |         |
| 5  | La prima vittima 「最初の犠牲者」 - Saisho no giseisha | 4 febbraio 2022  |         |
| 5  | Reito ha un mese per fare la cura prima di doversi accoppiare. Nel frattempo, Mira viene licenziata, anche se le è permesso di rimanere, e viene sostituita da Rea Katagiri, che odia gli uomini ed è molto scortese con Reito. Nel frattempo, quest'ultimo collabora con la timida virologa Maria Kuroda per continuare a cercare una cura per il virus. Il gruppo si reca quindi nella città di Keimon, dove è apparso il virus MK, per interrogare Taniguchi, la vedova ricoverata in ospedale della prima vittima della malattia. Tuttavia, si rifiuta di collaborare e prende in giro Reito per non essere ancora andato a letto con nessuna donna. Quando se ne vanno, viene rivelato che Taniguchi è in contatto con Elisa e si chiede perché quest'ultima non voglia farsi vedere. Nella sauna di un hotel, una statunitense di nome Chloe tenta di sedurre Reito e lo induce a baciarla proprio mentre le altre entrano, facendole arrabbiare. Più tardi, Mira parla con Taniguchi di quanto sia onorevole Reito e la convince a condividere le informazioni di cui è in possesso. Tuttavia, qualcuno si intrufola nella stanza d'ospedale e avvelena la sua flebo, lasciandola in condizioni critiche. Prima di perdere conoscenza, Taniguchi chiede di consegnare una foto di lei e suo marito a Reito. |                  |         |
| 6  | Storie intrecciate 「絡み合う思惑」 - Karamiau omowaku | 11 febbraio 2022 |         |
| 6  | Reito, Sui e Maria indagano sull'ospedale abbandonato dove è stata curata la prima vittima, ma non trovano nulla. Akane deduce che Taniguchi è stata avvelenata e sospetta di Rea. Quest'ultima poi salva sua sorella dall'essere violentata da un'altra ragazza. Reito scansiona la foto e trova dei progetti incompleti riguardanti il virus MK. Akane e Maria in seguito lo avvertono che le persone che lavorano alla sua cura sono scomparse. Nel frattempo, annoiato dal suo harem, Hino vede Mahiru e la sceglie come sua prossima compagna di letto. La sua assistente, Neneko, informa Reito e Mahiru della cosa, ma i due protestano dicendo che lui ha solo 16 anni, ma accettano comunque un appuntamento a pranzo. Il consiglio ordina a Reito di distribuire le razioni come trovata pubblicitaria mentre Akane rivela che una di loro è sua madre. Rea poi confessa il suo amore a Mira, ma viene rifiutata. Mentre Reito distribuisce le razioni, un cecchino tenta di ucciderlo, ma viene fermato dalla sorella di Rea, con quest'ultima che dice di averlo salvato solo per il bene di Mira. A pranzo, Mahiru rifiuta Hino, questi rimane deluso ma poi rassicura i membri del suo harem che le ama ancora. Reito, Maria, Sui e Akane scoprono che molti dei medici scomparsi sono passati dall'ospedale abbandonato. |                  |         |
| 7  | Assegnato a me 「僕当番」 - Boku tōban | 18 febbraio 2022 |         |
| 7  | Karen dice a Shota che non può lasciare la scuola finché non si diploma. Più tardi, la classe tira a sorte per scegliere il suo nuovo coinquilino. Vince Rikka Yanagi, ma il ragazzo scappa nella sala degli insegnanti perché lei gli ricorda Erika. Shunka Hiiragi lo raggiunge e gli rivela che anche lei è stata vittima di bullismo, poi lo seduce. Tuttavia sopraggiunge Rikka, la quale dice con rabbia che doveva essere il suo turno e si scontra verbalmente con Shunka, quindi Shota fugge nuovamente. Successivamente il ragazzo prova a chiamare Yuzuki ma non riceve alcuna risposta. Akira Todo, la ragazza che lo aveva colpito giocando a pallavolo, si scusa con lui e lo seduce. Karen fa un nuovo accordo in cui una ragazza verrà assegnata quotidianamente come sua serva. Dopo aver baciato Rikka, Shota inciampa e si graffia una mano. Dopo essere stato curato, Karen ordina a Ichijo, Shunka e Akira di dormire con lui allo stesso tempo. Chifuyu Rehn Kuroda tenta di sedurlo, ma lui si rifiuta perché sembra una bambina. Karen poi lo informa che Yuzuki si è trasferita in un'altra scuola per motivi di famiglia, e la cosa lo fa arrabbiare. Nei giorni successivi, Shota diventa molto più aggressivo sessualmente con le ragazze. Un giorno, Shion Hoshino, una delle ragazze che regolarmente lo ignorava quando era vittima di bullismo, si trasferisce nell'istituto e lui ne rimane scioccato. |                  |         |
| 8  | Vendetta 「復讐」 - Fukushū | 25 febbraio 2022 |         |
| 8  | Shion chiede aiuto a diverse persone, ma le ragazze rifiutano per via della sua età. Karen spiega che Shion ha cercato di diventare un'attrice, ma a causa del virus MK, può ottenere un ruolo solo se si accoppia con Shota. Ancora arrabbiato per il fatto che lei lo ignori, la umilia costringendola a venire a lezione in mutande prima di accoppiarsi con lei in pubblico. Successivamente, Shota chiede a Karen di trovare qualche altre ragazza e portarla da lui. Nel frattempo, il gruppo di Reito ipotizza che l'ospedale abbandonato sia il luogo in cui ha avuto origine il virus. Karen consegna Erika in catene dove Shota la costringe a leccarlo. Karen dice alle ragazze di competere per diventare la moglie principale di Shota. In seguito Ichijo e Akira lo seducono in piscina, poi Shota va a letto con diverse ragazze in vari luoghi. Ne porta uno nella sua stanza, dove Erika siede con il collare e si comporta come un cane. Le chiede cosa sia successo a Takamatsu, ma lei sostiene di non saperlo. Dopo che Shota è andato a letto con la ragazza, Erika chiede le sue medicine per contrastare la sua dipendenza dalla droga. Lui accetta e gliele fa ingerire tramite la sua bocca. Intanto il gruppo di Reito torna all'ospedale abbandonato e sospetta che possano esserci degli indizi sull'attuale luogo in cui si trova Elisa. |                  |         |
| 9  | Foresta di carne 「肉の森林」 - Niku no shinrin | 4 marzo 2022     |         |
| 9  | Alcuni mercenari americani guidati dalla signora Hope e dalla signora Mansfield cercano Reito per arrestarlo in quanto lo ritengono un soggetto scomodo ai loro scopi. Una ragazza della classe di Shota viene contattata da Elisa, che le dice di dare inizio al loro piano. Shota viene sedotto da diverse ragazze nel bagno delle ragazze e poi inizia a dormire con loro in diversi luoghi. Intanto il gruppo di Reito esplora l'ospedale abbandonato dove Sui rompe accidentalmente un muro e scoprono un condotto d'aerazione; decidono di attraversarlo e finiscono in un laboratorio sotterraneo. Le persone all'interno cercano di ucciderli, ma vengono salvati dai mercenari guidati da Chloe, ovvero la signora Mansfield, e i nemici vengono eliminati. Poco dopo trovano una bomba a orologeria e sono tutti costretti a fuggire in elicottero mentre il laboratorio salta in aria. La signora Hope incontra il consiglio e arresta i membri che ne fanno parte dopo aver dedotto che il virus MK è stato creato sotto i loro ordini. Chloe rivela che Elisa è un membro di un gruppo terroristico, stupendo Reito. Mentre Shota va a letto con diverse ragazze contemporaneamente, Shion tenta di fuggire dalla scuola, ma viene fermata da Karen. Shota torna nella sua stanza e ha pietà di Erika addormentata, coprendola con una coperta. Improvvisamente, la scuola viene scossa da alcune esplosioni. Il gruppo di Reito assiste alle esplosioni mentre Chloe viene informata che i terroristi hanno rapito un uomo. |                  |         |
| 10 | I due number 「二人のナンバーズ」 - Futari no Nanbāzu | 11 marzo 2022    |         |
| 10 | Shota si sveglia in ospedale dove Karen spiega che i terroristi hanno tentato di rapirlo ma senza successo. In seguito la ragazza rimane sorpresa dal fatto che Shota abbia protetto Erika dalle esplosioni e rivela che ci sono altri uomini all'esterno che lo stanno cercando. Le chiede perché non va a letto con lui e lei dice che vuole governare il mondo; quindi accetta di aiutarla. Intanto i terroristi di Elisa rapiscono un uomo in stasi, Zen Kinebuchi. Il gruppo di Chloe conquista il Giappone e ordina a Hino di smettere di accoppiarsi fino a quando i terroristi non saranno sconfitti. Hino si rivela d'accordo ma si arrabbia quando Chloe lo separa dalle sue ragazze. Akane rivela che Kihara e gli altri membri del consiglio saranno processati per aver creato il virus MK, quindi Reito la aiuta a farle visita nella sua cella. Elisa hackera le onde radio per rivelare che il suo gruppo si chiama Izanami. Affermano che tutti i leader mondiali hanno creato il virus per spazzare via gli uomini per creare così un mondo di sole donne, e che Izanami mira a salvare gli uomini rimasti. I membri di Izanami esigono poi che tutti gli uomini, sia quelli in stasi che quelli giù svegli, siano consegnati a loro. Il gruppo di Reito arriva al punto di non fidarsi di Chloe e decidono di scappare via. Alla fine incontrano Shota e Karen nella stanza di Reito. |                  |         |
| 11 | Fuga 「脱出」 - Dasshutsu | 18 marzo 2022    |         |
| 11 | In un flashback, Karen riesce a far diventare Shota un po' più grande e questi non ha più bisogno degli occhiali da vista. Si scopre così che i due sono lì per incontrare Chloe e portare con loro le ragazze di Shota, e finiscono così per riunire brevemente Maria con la sua sorellina, Chifuyu. Reito incontra Mira e la esorta a scappare con loro, ma questa dice che accetterà solamente se lui si accoppierà con lei. Il ragazzo rifiuta e lei si mette a piangere. All'improvviso, la signora Pope arresta Akane e Sui, dicendo che verranno portati in America, ma Rea e Maria la mettono fuori combattimento e scappano al rifugio di Mahiru. Shota e Karen fanno un patto con Chloe per consentire a Shota di continuare ad accoppiarsi e fare di Karen la sovrana del Giappone. Il gruppo di Reito sale su una nave di proprietà di Izanami che è diretta a Taiwan, ma Rea e Mira rimangono indietro e vengono arrestate. Hino chiama Reito e gli augura buona fortuna, ma lui decide di non abbandonarle, nonostante quest'ultime siano prigioniere di Chloe. Nel frattempo, Chloe fa spogliare e frustare la signora Pope per il suo fallimento, poi dice che spazzerà via tutti gli uomini rimasti. Dopo che Shota va a letto con le sue ragazze, vede Rena Kitayama imprigionata e la sceglie come sua prossima conquista. La nave attracca e, mentre Akane, Maria, Sui e Mahiru lo osservano, Reito si riunisce finalmente con Elisa. |                  |         |

### Radiodramma
Un radiodramma basato sul manga è stato pubblicato sul sito web ufficiale di Shōnen Jump+ per nove giorni consecutivi dal 28 maggio al 5 giugno 2017. A causa dei temi trattati a sfondo pesantemente erotico, alcuni segmenti del dramma sono stati censurati, richiedendo una password per sbloccarne il contenuto. Un altro dramma audio ha iniziato a essere pubblicato su YouTube il 27 agosto 2021.

### Videogioco
Nel novembre 2018, è stato annunciato che il manga avrebbe ricevuto un videogioco di realtà virtuale sviluppato da DMM Games, una divisione di DMM.com. Intitolato World's End Harem VR (終末のハーレムVR?, Shūmatsu no Hāremu VR), la storia è suddivisa in tre diversi capitoli di cinque minuti ciascuno che riproducono scene popolari della serie, e vede le doppiatrici Shizuka Itō nei panni di Mira Suo, Marie Miyake nei panni di Akira Todo e Yū Asakawa nei panni di Akane Ryuzoji. World's End Harem VR è stato ufficialmente pubblicato il 4 marzo 2019 in Giappone.

## Accoglienza

### Popolarità
A novembre 2018, i primi sette volumi della serie principale hanno venduto più di 3 milioni di copie. A dicembre 2020, aveva oltre 5 milioni di copie in circolazione. A settembre 2021, superò i 7 milioni di copie in circolazione. Grazie alla popolarità del manga, alcuni dei suoi personaggi sono diventati dei cosplay popolari, causando una tendenza in Giappone dove i fan tentano di replicare i loro costumi iconici. Per commemorare l'uscita del quinto volume del manga, si è tenuto un evento collaborativo sulla rivista per adulti Weekly Playboy di Shūeisha, in cui sono stati selezionati 200 vincitori per partecipare a un evento vero e proprio che ha avuto luogo il 17 marzo 2018 in un bar di Shinjuku, dove sono stati in grado delle scattare foto con alcune gravure idol che si sono travestite da alcuni dei personaggi femminili della serie.

### Critica
La serie ha ricevuto recensioni contrastanti da parte della critica, con elogi per il suo approccio unico al genere harem, mentre è stata criticata per la sua ambientazione semi-apocalittica, con molti recensori che hanno ritenuto che "non si adattasse al formato harem". Maxwell Freedman di Comic Book Resources ha affermato: "Il genere harem è stato a lungo controverso. Le critiche vanno dal trash e ripetitivo fino al dannato e misogino. World's End Harem non fa molto per contrastare queste critiche, ma ne ha alcune profondamente ingannevoli. Man mano che il manga va avanti, diventa sempre più psicologico, esplorando le ramificazioni distopiche di un futuro per sole donne invece di glorificarlo semplicemente come un paradiso maschile. Ciò non cambia il fatto che la maggior parte del fascino del manga è, ovviamente, nel fanservice".
Giacomo Beretta di NerdPool recensì il primo numero del manga, trovando che tra il sentimentalismo e la fantascienza si nascondesse qualcosa di molto più grande. Trovò interessante il progetto per salvare l'umanità, il quale avrebbe colpito chiunque, tranne che il protagonista. Concluse definendo la trama irriverentemente accompagnata da un disegno che sapeva appassionare e coinvolgere fino all'ultima pagina. Paolo Adamo di Nerdgate fece a sua volta una recensione, dove lo reputò il classico manga che non ci si sarebbe aspettati guardando la copertina. Tuttavia, una volta lette le prime pagine la storia sapeva appassionare, incollando alla lettura, e una volta finito il volume, il lettore avrebbe aspettato con ansia il mese successivo per conoscere gli eventi seguenti. Roberto Fuccini di Akiba Gamers affermò di essere rimasto in parte sorpreso dalla storia, trovando che la serie riusciva a distinguersi bene dalle altre, rivelandosi interessante.